# Васково
Васково е село в Южна България. То се намира в община Любимец, област Хасково.

## География
Село Васково е най-отдалеченото село в източна посока от общинския център Любимец.

## История
Археологически и исторически данни сочат, че тук са открити следи от времето на траките. В древността, в съседство със селото, се е намирал византийския град Агатоники. В района на землището историците доказват, че е минавала границата на държавата на хан Крум.
Старото име на селото е Ишебеглии и до изселването им след Балканската война през 1912 година жителите му са главно турци. Селото е възстановено от бежанци от одринското село Чопово, които се установяват встрани от старото турско селище, разположено в местността, наричана днес „Юртулук“.
През 1934 година селото е преименувано на Зафирово по името на местността „Зафирова могила“. Днешното си име Васково получава през 1937 година в памет на македонския войвода Петър Васков, ръководител на Одринския революционен комитет на ВМОРО през 1904 – 1907 г. През 1956 г. Васково има 650 жители, но след колективизацията бързо се обезлюдява и днес населението му е предимно циганско.

## Редовни събития
Празникът на селото е на 24 май.